# 100e régiment d'infanterie territoriale
Le 100e régiment d'infanterie territoriale est un régiment d'infanterie de l'armée de terre française qui a participé à la Première Guerre mondiale.

## Création et différentes dénominations
Le régiment reçoit son numéro par décret du 19 mars 1875, en prévision de la mobilisation.

## Historique des garnisons, combats et batailles du100eRIT

### Première Guerre mondiale

#### Affectations
- 87e Division d'Infanterie Territoriale d'avril à août 1915
- 81e Division d'Infanterie Territoriale d'août 1915 à avril 1917

#### 1915
18 janvier: Décès du soldat Jean Roques a Beuvraignes ( Somme)
26 avril : Décès du soldat Albert a Ypres (Belgique)
13 juillet: Décès du soldat Alayrangues a Ypres (Belgique)

6 décembre: Décès du soldat Alix a Bully-les-Mines (Pas-de-calais)

#### 1916
1er septembre: Décès du soldat Bancharel a Tracy-le-Val (Oise)
17 septembre: Décès du soldat Apcher a Tracy-le-Val (Oise)

14 octobre: Décès du soldat Bachelerie a Tracy-le-Val (Oise)

#### 1917
13 aout: Décès du soldat Assailly a Aizy ( Aisne)

14 aout: Décès du soldat Gaudissant a Mont-notre-dame ( Aisne)

## Drapeau
Il ne porte aucune inscription.